# Nación Ho-Chunk de Wisconsin
La Nación Ho-Chunk de Wisconsin, antiguamente conocida como Tribu Winnebago de Wisconsin, es una de las dos  tribus reconocidas federalmente de lo que anteriormente era una sola tribu conocida  Winnebago. La otra tribu reconocida por el federal es la Tribu Winnebago de Nebraska. La tribu se separó cuando sus miembros fueron reubicados a la fuerza, primero a una parte oriental de Iowa conocida como Neutral Ground, luego a Minnesota, Dakota del Sur y más tarde a la reserva actual en Nebraska. El nombre Ho-Chunk proviene de la palabraHochungra, que quiere decir "Pueblo de la gran voz" o "Pueblo de la Lengua Sagrada."

## Reserva
La Nación Ho-Chunk de Wisconsin, mientras que no tiene reserva oficial tiene parcelas de tierra en fideicomiso como "Tierra India en Fideicomiso" designada por el gobierno federal, secretario de interior y la BIA que se extienden a los condados de Dane, Jackson, Juneau, Monroe, Sauk, Shawano, y Wood y Wisconsin. En 1990 la tierra designada en fideicomiso tenía una superficie de 4.200 acres. 

## Gobierno
La Nación Ho-Chunk de Wisconsin tiene su sede en Black River Falls, Wisconsin. La tribu es gobernada por un consejo general elegido democráticamente. El actual presidente es Jon Greendeer

## Desarrollo económico

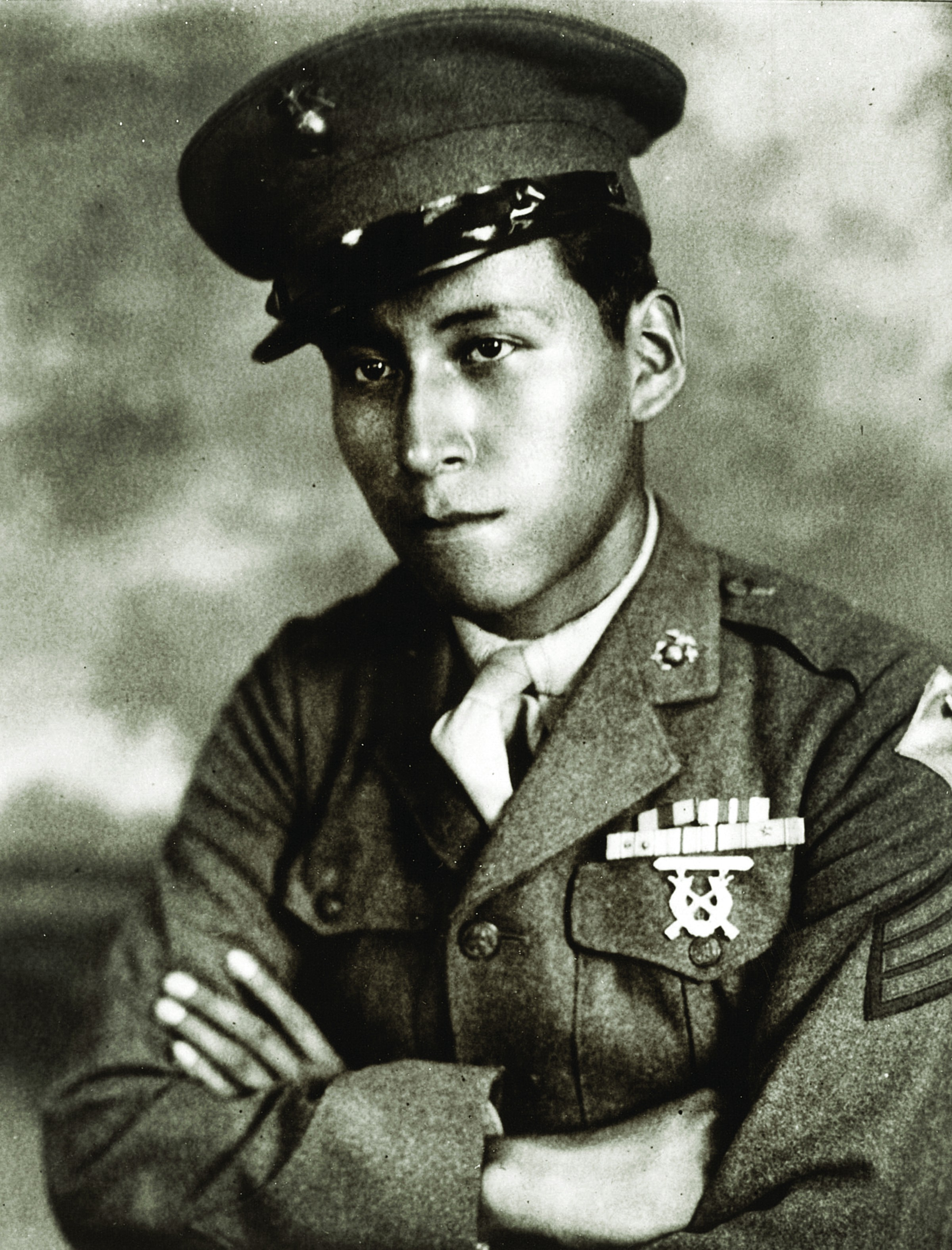
Mitchell Red Cloud Jr., miembro tribal y Marine condecorado y muerto en combate en Corea

La Nación Ho-Chunk posee numerosos casinos, Ho-Chunk Gaming, en Black River Falls, Baraboo, Madison, Nekoosa, Tomah, y Wittenberg. La tribu también es propietaria de numerosos restaurantes y hoteles conectados a los casinos.